# ساندرا لي
ساندرا لي (بالإنجليزية: Sandra Lee)‏ هي طاهية أمريكية، ولدت في 3 يوليو 1966 في لوس أنجلوس في الولايات المتحدة.

## وصلات خارجية
- الموقع الرسمي
- ساندرا لي على موقع IMDb (الإنجليزية)
- ساندرا لي على موقع إن إن دي بي (الإنجليزية)
- ساندرا لي على موقع قاعدة بيانات الفيلم (الإنجليزية)